# Belgium német nyelvközössége
A német nyelvi közösség (németül: Deutschsprachige Gemeinschaft Belgiens, vagy röviden DGB, hollandul: Duitstalige Gemeenschap, franciául: Communauté germanophone) egyike Belgium három nyelvi-kulturális alapon szerveződő közösségének, a flamand és a francia közösség mellett. A DGB területileg az ún. keleti kantonokban (német: Ost-Kantone) helyezkedik el. A közösség székhelye Eupen városban található, népessége kb. 73 000 fő, akik között szinte 100% a német nyelvet, illetve annak a ripuari nyelvjárását beszélők aránya. A német nyelvi közösséghez tartozó önkormányzatok területe összesen 854 km², ezek a vallóniai régióhoz tartozó Liège tartományban találhatók. A közösség keleten Hollandiával és Németországgal, délen Luxemburggal határos.

## Történelem
A német nyelvi közösséghez tartozó területek, illetve a ma Vallóniához tartozó Malmedy és Waimes önkormányzatok egészen 1920-ig Poroszországhoz, pontosabban a Rajnai Provinciához tartoztak és a Keleti Kantonok (németül: Ostkantonen) néven voltak ismertek. A keleti tartományokat Eupen and Malmedy megyére (Landkreise) osztották fel. A területet az első világháborút követő versailles-i békeszerződések értelmében Belgiumhoz kerültek, annak ellenére, hogy a lakosság szinte 100%-ig német nemzetiségű és német anyanyelvű volt. Mivel a területek átcsatolása Németország jóvátételi kötelezettségének része volt, a területet ekkor a jóvátételi kantonok (franciául: cantons rédimés) néven is említették.
A békeszerződés értelmében a belga hatóságoknak népszavazást kellett kiírnia, azonban a szavazás nyilvános volt, minden helyi lakosnak, aki német nemzetiségűnek akarta vallani magát, a belga hatóságoknál kellett megadnia adatait. A belga katonai kormányzat amely a polgári ügyekért is felelős volt a jóvátételi területeken, és vezetője, Herman Baltia lényegében megakadályozta, hogy bármilyen módon figyelembe lehessen venni a lakosság akaratát.
Az 1920-as évek közepén magas szintű német–belga tárgyalások indultak a területek politikai helyzetének és hovatartozásának rendezésére. Azonban a francia kormány ellenállása miatt ez a folyamat nem járt sikerrel, a franciák mindenáron meg akarták akadályozni, hogy a Németországtól elcsatolt területek (köztük Elzász és Lotaringia) státuszát bármikor meg lehessen változtatni.
Az új kantonok csak 20 évig voltak a belga királyság részei, amikor 1940-ben Németország a nyári offenzíva során visszafoglalta őket. A helyi lakosság túlnyomó többsége, akik továbbra is németnek tartották magukat, örömmel üdvözölték a megszálló-felszabadító hadsereget. Németország 1945-ös fegyverletételét követően a területet a nagyhatalmak ismét Belgiumnak adták. A belga hatóságok intenzív némettelenítési kampányba kezdtek, amire ürügyül a háború alatt a nácikkal kollaboráló helyi lakosság "kollektív bűnössége" szolgált.
Az 1960-as években Belgiumban megindult alkotmányreform eredményeként az országot négy nyelvi közösségre osztották fel: a holland, a franciául beszélő vallón, a hivatalosan kétnyelvű brüsszeli és a német nyelvi közösségre. 1973-ban hivatalosan is megalakult a három (flamand, francia és német) nyelvi közösség, illetve a három régió. Ekkor alakult meg a német nyelvi közösség parlamentje (Rat der Deutschsprachigen Gemeinschaft) illetve kormányzata.
Ma a német nyelvi közösség jelentős belső autonómiával rendelkezik, elsősorban nyelvi és kulturális kérdésekben, de továbbra is a francia nyelvű Vallónia régió része. Az önállósodási folyamat továbbvitele ma élénk politikai vita tárgya: amennyiben a német nyelvi közösség önálló régió státuszt kapna, ezzel további jogosultságokhoz (és forrásokhoz) jutna a szociális politika, műemlékvédelem, környezetvédelem, foglalkoztatáspolitika, a közúthálózat, az önkormányzatok finanszírozása terén. A további önállósodás egyik legjelentősebb támogatója a német közösség jelenlegi miniszterelnöke, Karl-Heinz Lambertz.

## Kormányzás, politika
A német nyelvi közösség saját kormánnyal rendelkezik, amelyet a parlament nevez ki öt évre. A kormány élén a miniszterelnök (németül: Ministerpräsident) áll, munkáját a nyelvi közösség minisztériuma segíti. A kormánynak összesen négy minisztere van:
- Karl-Heinz Lambertz, miniszterelnök és helyi önkormányzatokért felelős miniszter
- Bernd Gentges, miniszterelnök-helyettes és a szakképzési, munkaügyi, szociális és turizmusért felelős miniszter
- Oliver Paasch, oktatási és kutatás-fejlesztési miniszter
- Isabelle Weykmans, kulturális, média, műemlékvédelmi, ifjúsági és sportminiszter

## Kultúra
Agora színház (Theater der Deutschsprachigen Gemeinschaft Belgiens) (Belgium németajkú közössége színháza) székhelye St. Vith. Egyetemi színpadból, amatőr körülmények között, önszerveződő módon született 1980-ban. Mára hivatásos színház. Működésük irodalmi színpadi, gyermek- és felnőtt előadásokból áll. Jellemző módon a 2004/05. évadot nyitó hét darabból álló repertoárból hat gyermek- és ifjúsági előadás. A teljes társulat 30 fős, évi átlagban két premiert tartanak.
A színház 1996-ban elnyerte a közhasznú fokozatot (Gemeinnützigkeit), amelynek értelmében az adózók támogatásukat az adóból leírhatják. A társulat fennállása alatt számos díjat elnyert, melyből a legjelentősebbek a Kölner Theater-Preis és a Hauptpreis der Presse.

## Közigazgatási beosztása

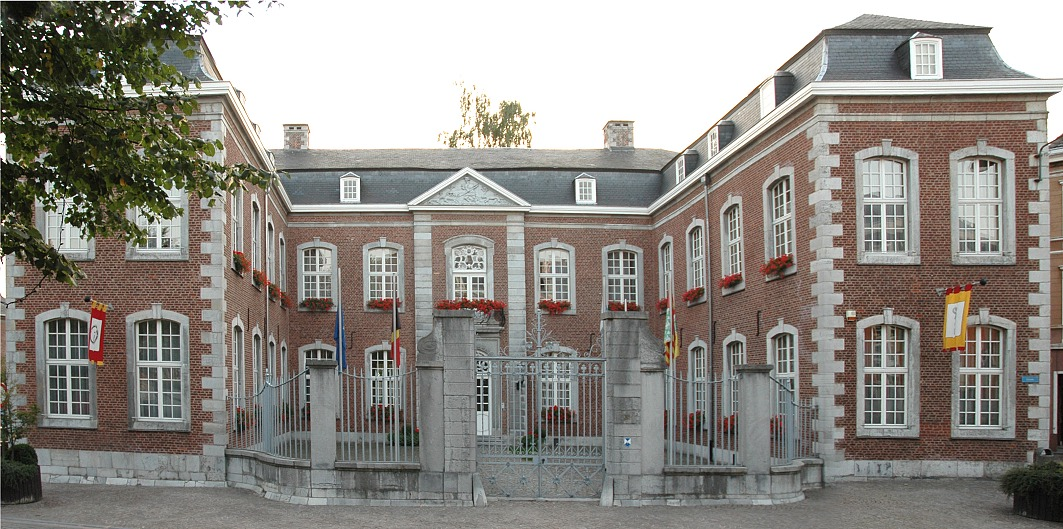
A német nyelvi közösség kormánya és parlamentje Eupenben ülésezik

- Amel
- Büllingen
- Burg-Reuland
- Bütgenbach
- Eupen
- Kelmis
- Lontzen
- Raeren
- Sankt Vith